# Fastnøgle
En fastnøgle er et stykke værktøj til at spænde bolte og møtrikker med. Begrebet fastnøgle dækker over flere typer nøgler, der alle har en fast størrelse og derfor kun passer til én størrelse møtrik eller bolthovede. Modstykket til en fastnøgle er en skiftenøgle, også kaldet svensknøgle.
Af fastnøgler kan nævnes:
- Gaffelnøglen, der som skiftenøglen har 2 parallelle flader. Fordelen er, at den kan komme til fra siden på et længere gevindstykke. Ulempen er, at den kun træder på 2 af sekskantens hjørner.
- Ringnøglen, der består af en ring med en indvendigt udfræset 12-kantet stjerne, der kan gribe om en sekskant på 2 måder. Det giver en fordel på trang plads, men gør også at den træder på alle 6 hjørner af sekskanten, og derfor er mere skånsom. Ulempen er at den skal bruge en fri ende af gevindstykket at komme ind over.
- En kombination af disse, ofte kaldet en flare key. Her er ringnøglen åben så den kan gå ind over gevindet.
- En akselnøgle er en tidligere almindeligt anvendt fastnøgle til fastspænding af vognhjul

Gaffelnøgler og ringnøgler fås oftest i sæt, der indeholder mange størrelser. Oftest har en nøgle 2 størrelser ad gangen – en i hver ende. Der laves også såkaldte ringgaffelnøgler, hvor der er en ringnøgle og en gaffelnøgle i hver sin ende.
Andre typer fastnøgler betegnes sjældent sådan. Det er rørnøglen og topnøglen.